# Arrozal (Piraí)
Arrozal é o terceiro distrito do município brasileiro de Piraí no estado do Rio de Janeiro. 
Era originalmente conhecida por São João Batista de Arrozal. Localiza-se a aproximadamente 20 km da sede municipal, 25 km de Volta Redonda e 120 km do Rio de Janeiro.
Foi uma das principais fornecedoras de café e arroz do Brasil Império, onde havia cerca de nove mil escravos trabalhando em suas fazendas. O distrito era um entreposto comercial, por onde grande parte da produção agrícola de São Paulo passava, para descer a serra em direção a Angra dos Reis ou Mangaratiba. Os imperadores Dom Pedro I e Dom Pedro II se hospedavam com frequência na cidade. Neste caso a única referência destas visitas é um casarão na praça poucas vezes frequentado pela família real.